# 胸窗萤
胸窗萤（学名：Pyrocoelia pectoralis）也作大胸窗萤，萤科窗萤属的一种，分布于中国北京、浙江、湖北等地。模式产地为中国北京。
本种于2023年被收录入中国《有重要生态、科学、社会价值的陆生野生动物名录》。

## 形态特征
成虫雌雄二型性。雄萤体长14.8—19.14毫米，头部黑色，前胸背板橙黄色，前缘有一对大型月牙形透明斑；鞘翅黑色。雌萤体长18.74—34.56毫米，身体呈淡黄色，翅退化为一对褐色短小的翅牙。

## 基因测序
中国研究人员在2017年首次利用基于PacBio Sequel测序平台的第三代基因测序技术（SMRT）对胸窗萤进行了深度测序、组装及注释，完成了世界上第一个深度测序并组装的萤火虫基因组。

## 习性
幼虫陆生，捕食灰巴蜗牛（Bradybaena ravida）和同型巴蜗牛（Bradybaena similaris）等蜗牛。